# Hodonice (Tábori járás)
Hodonice település Csehországban, a Tábori járásban. Hodonice Týn nad Vltavou, Sudoměřice u Bechyně, Hodětín, Bechyně és Březnice településekkel határos. Lakosainak száma 136 fő (2024. január 1.).

## Népesség
A település lakosságának változását az alábbi diagram mutatja:
| Lakosok száma | 339  | 323  | 334  | 274  | 146  | 129  | 131  | 131  | 130  | 136  |
|               | 1869 | 1890 | 1921 | 1950 | 1980 | 2001 | 2017 | 2019 | 2022 | 2024 |